# Jessica Beard
Jessica Beard (Euclid, 8 de janeiro de 1989) é uma velocista norte-americana especialista nos 400 m rasos, campeã mundial no revezamento 4x400 metros. Integrou as equipes desta prova que foram campeãs nos Mundiais de Daegu 2011 e Moscou 2013.
A equipe norte-americana de Moscou 2013 chegou em segundo lugar na ocasião, atrás das russas. Em 2016,  as amostras de sangue e urina referentes aos Jogos Olímpicos de Londres 2012 de Antonina Krivoshapka, a corredora russa que havia fechado a prova no Mundial de 2013, foram retestadas por novos métodos e deram positivo para o esteroide androgênico turinabol; no ano seguinte ela recebeu um suspensão de dois anos e todos seus resultados foram anulados, incluindo o desta corrida, que retirou as medalhas de todo o revezamento russo. Com isso as norte-americanas herdaram a medalha de ouro, que receberam numa cerimônia no Estádio Olímpico de Londres, na noite de abertura do Campeonato Mundial de Atletismo de 2017.